# Yuat jezici
Yuat jezici, malena jezična porodica papuanskih jezika raširenih na području Otoka Nova Gvineja u Papui Novoj Gvineji. Prethodno se vodila kao dio velike porodice sepik-ramu, a sada je samostalna porodica. Najvažniji među jezicima je biwat.
Obuhvaća jezike: biwat [bwm] 3.040 (2003 SIL); bun [buv] 480 (2003 SIL); changriwa [cga] 690 (2003 SIL); kyenele [kql] 1.250 (2003 SIL); maramba [myd] 840 (2000 popis); i mekmek [mvk] 1.400 (2000 popis).

## Vanjske poveznice
- Ethnologue (14th)